# Vestvågøy
Vestvågøy é uma comuna da Noruega, com 421 km² de área e 10 813 habitantes (censo de 2004).         

Vestvagøy
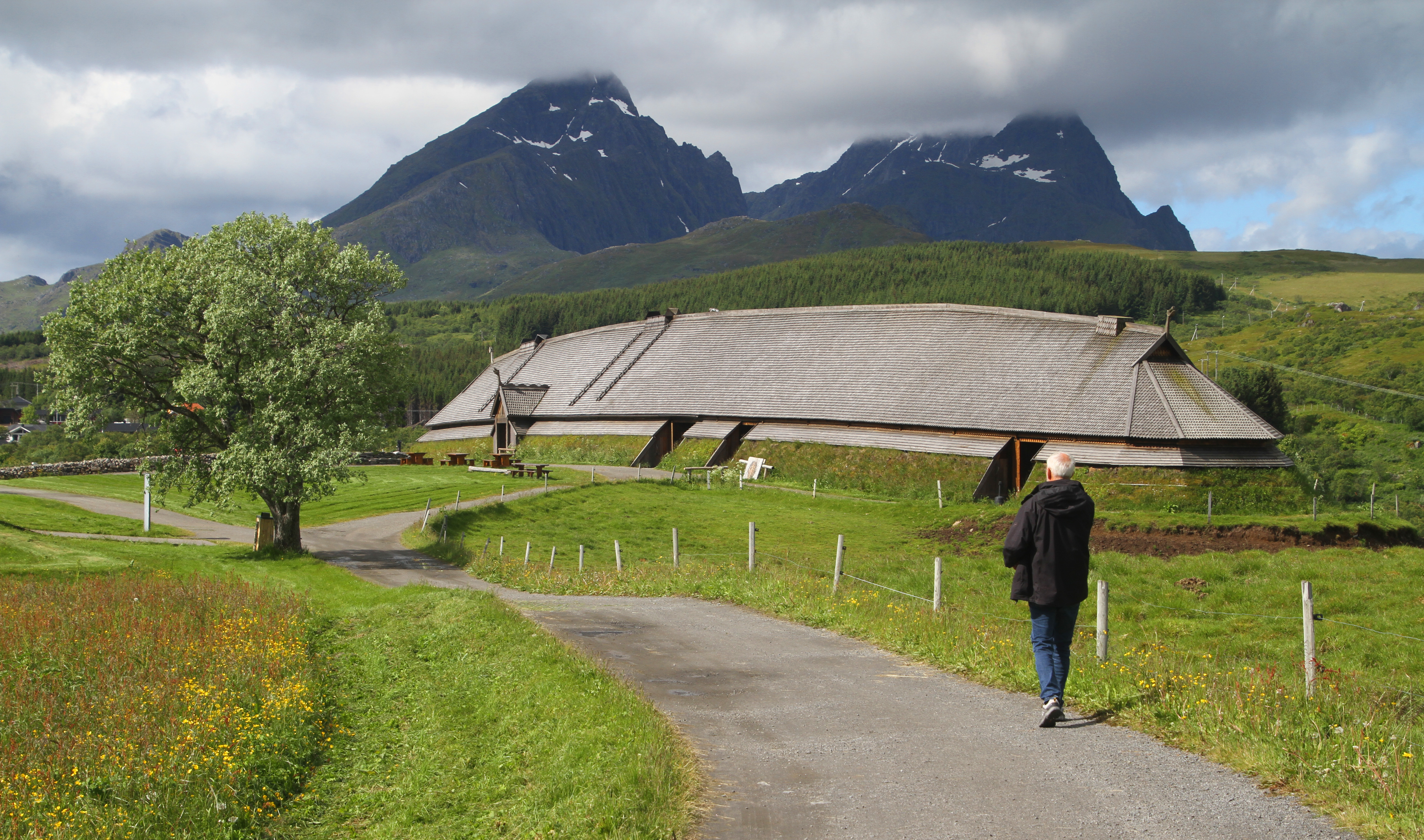
Borg
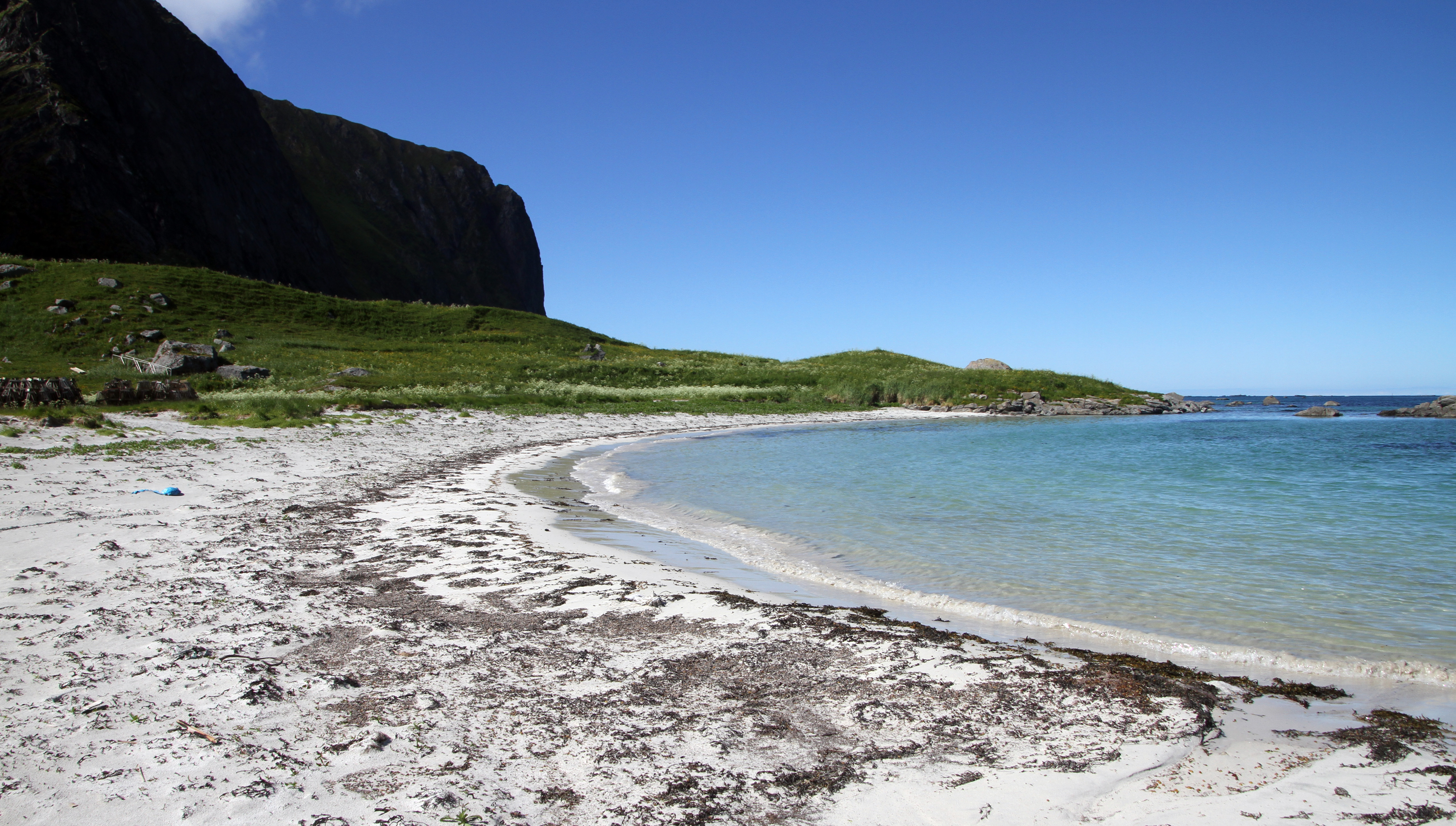
Eggum
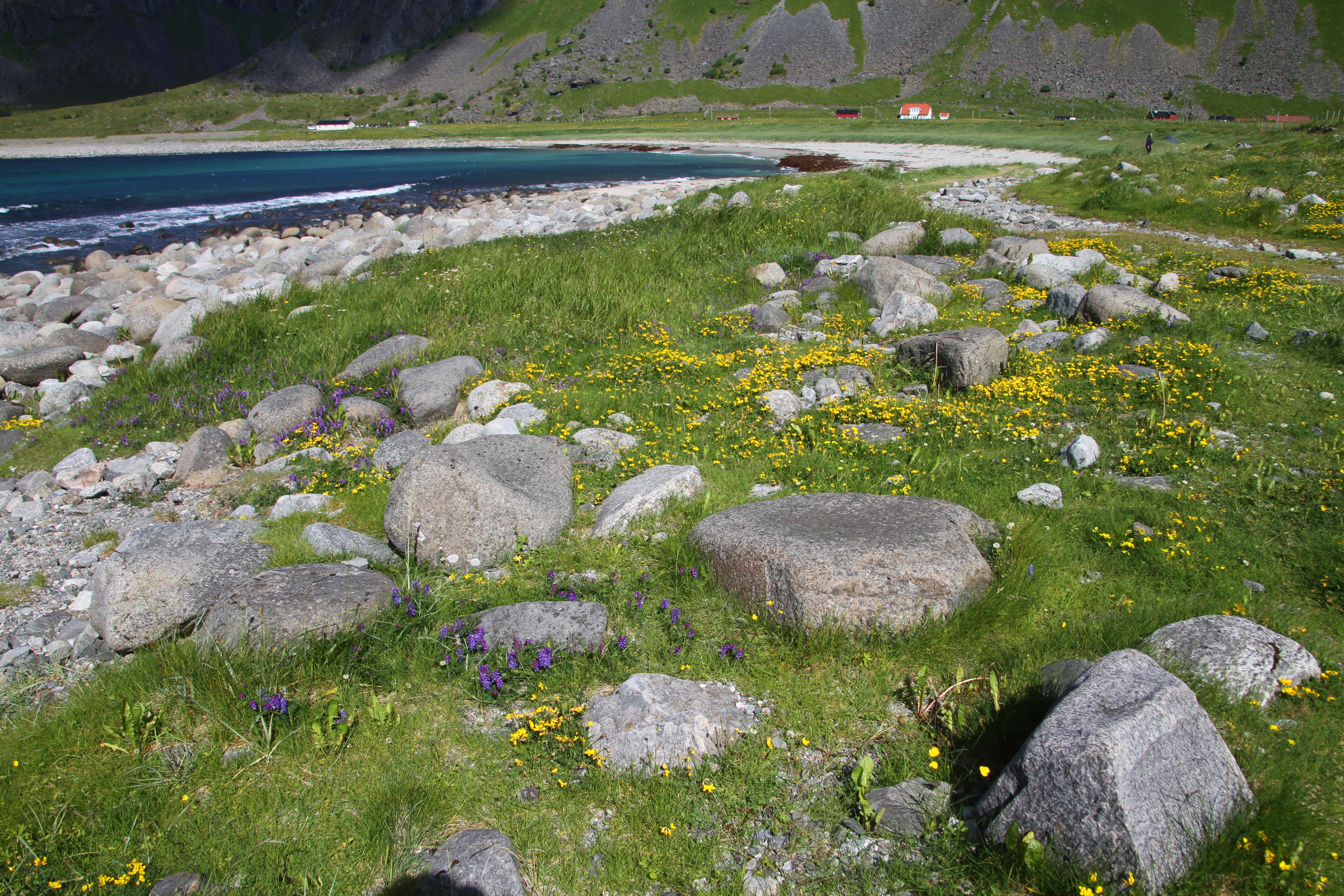
Unstad
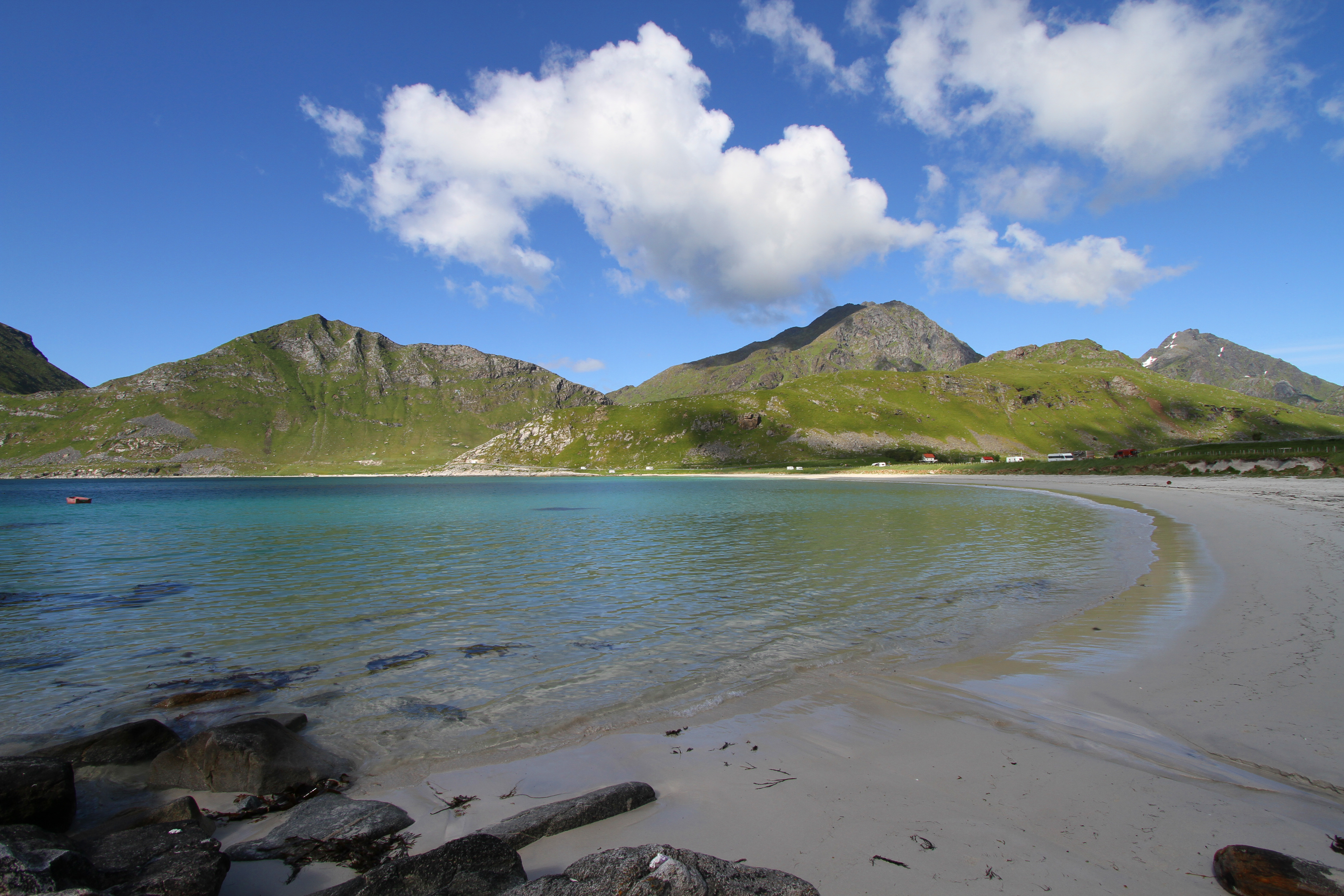
Haukland
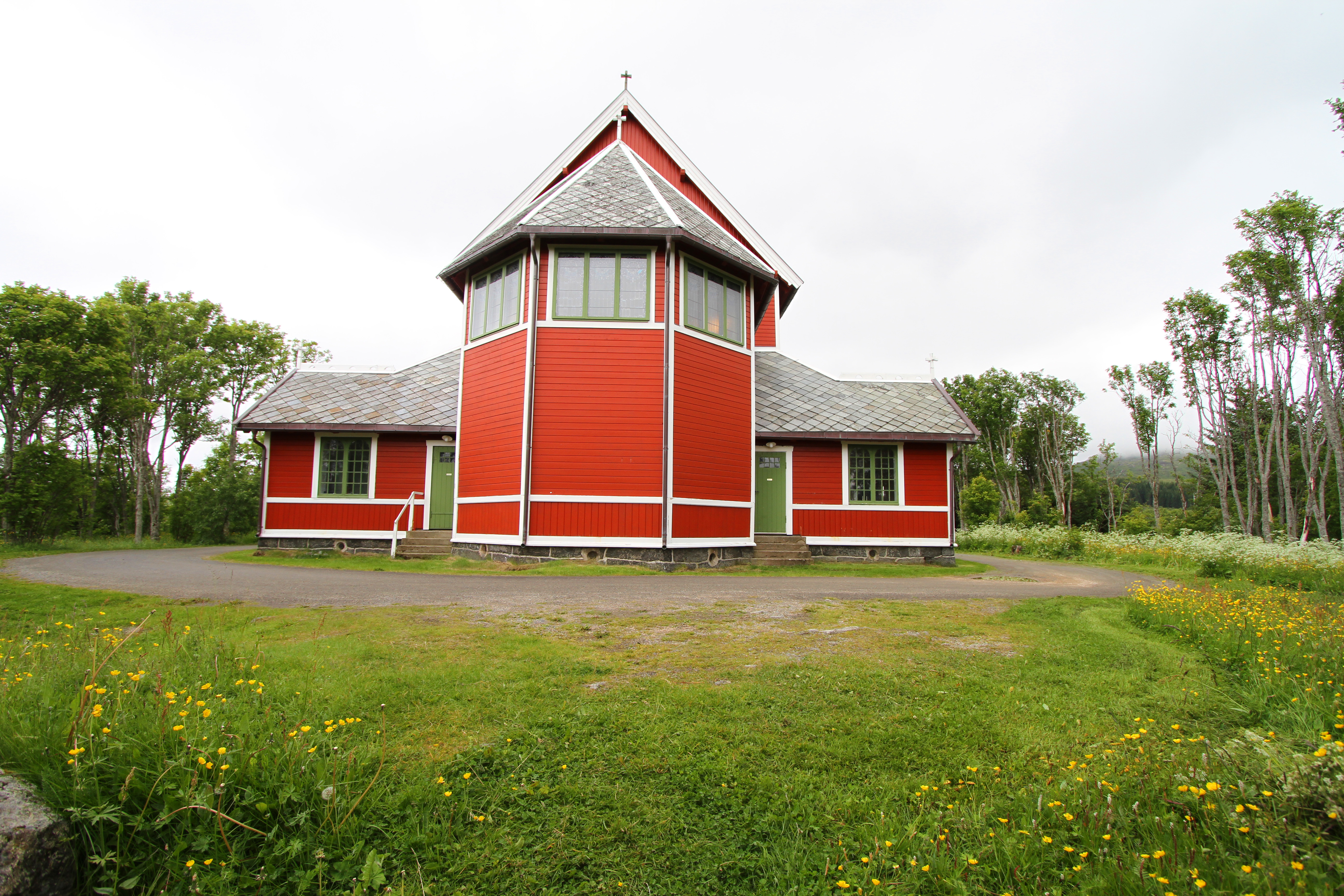
Gravdal
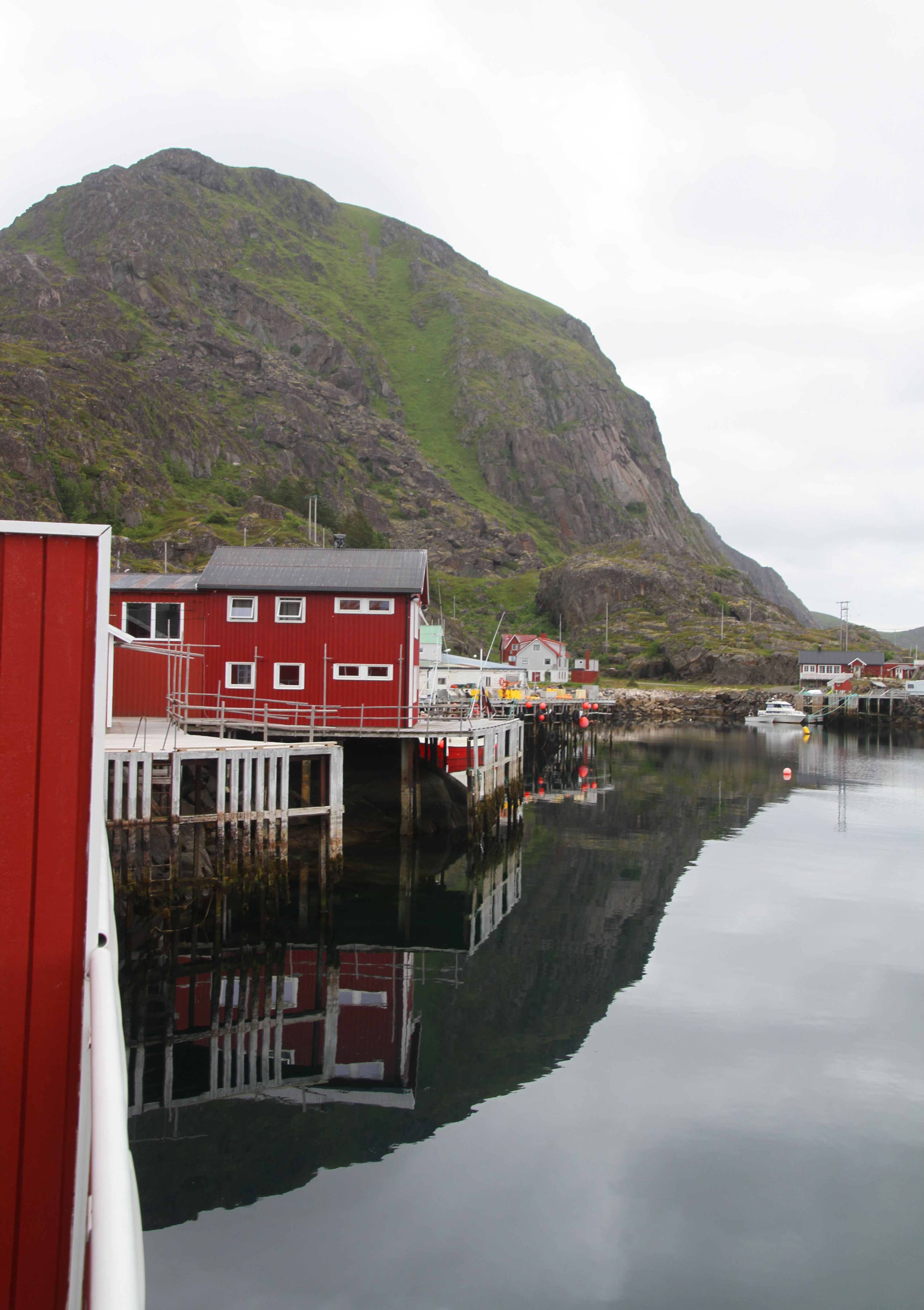
Mortsund
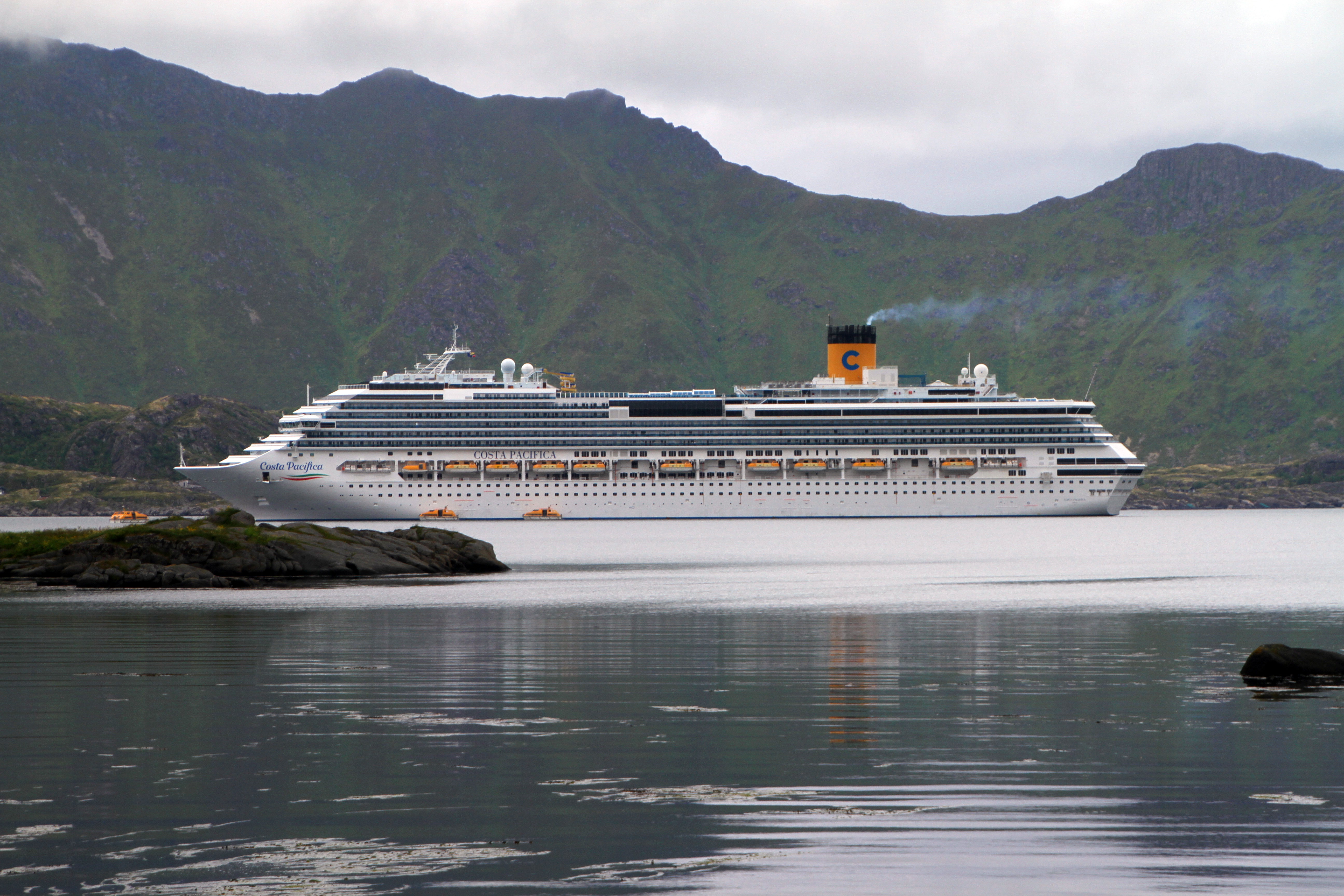
Leknes
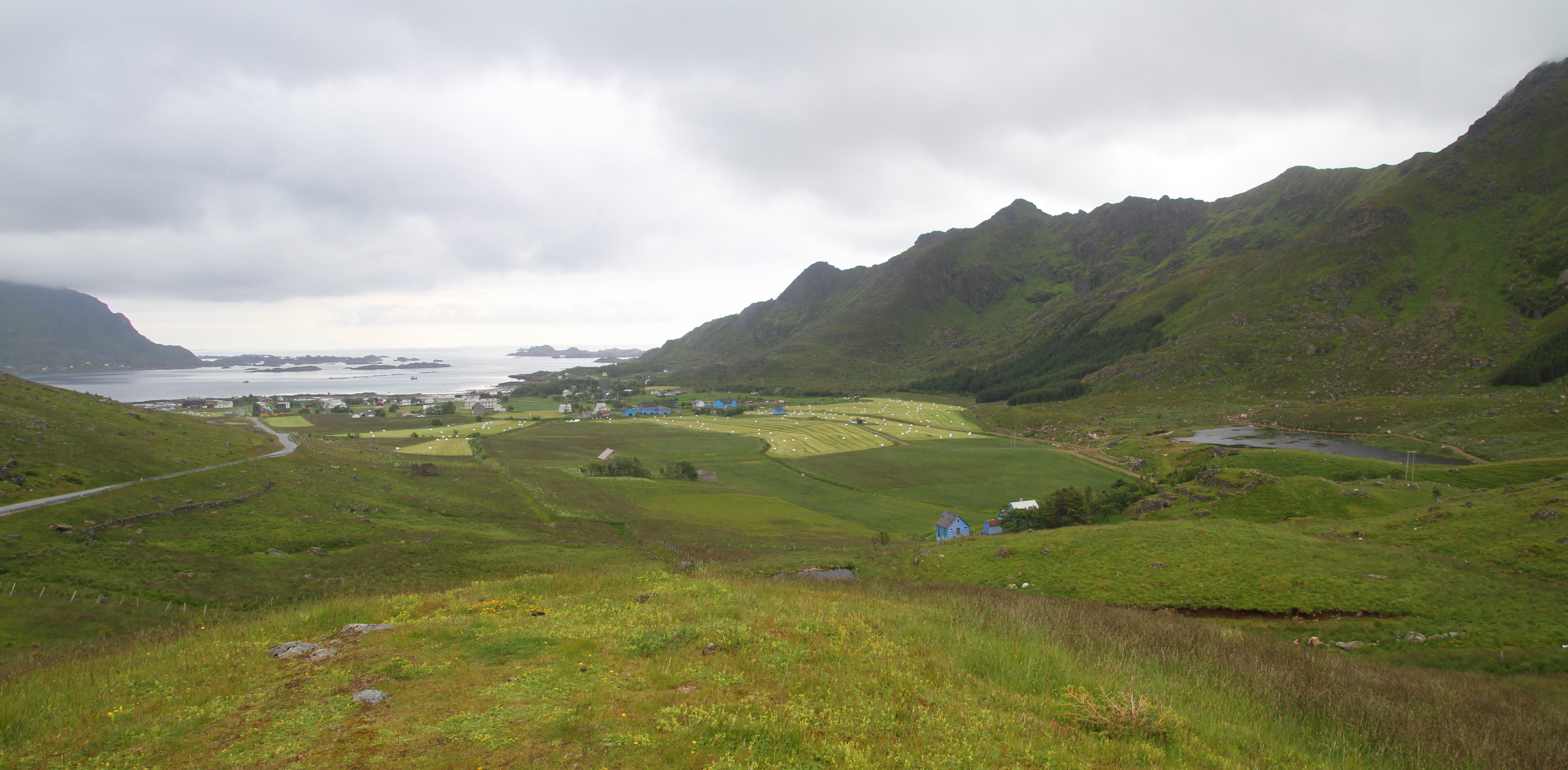
Sennesvik
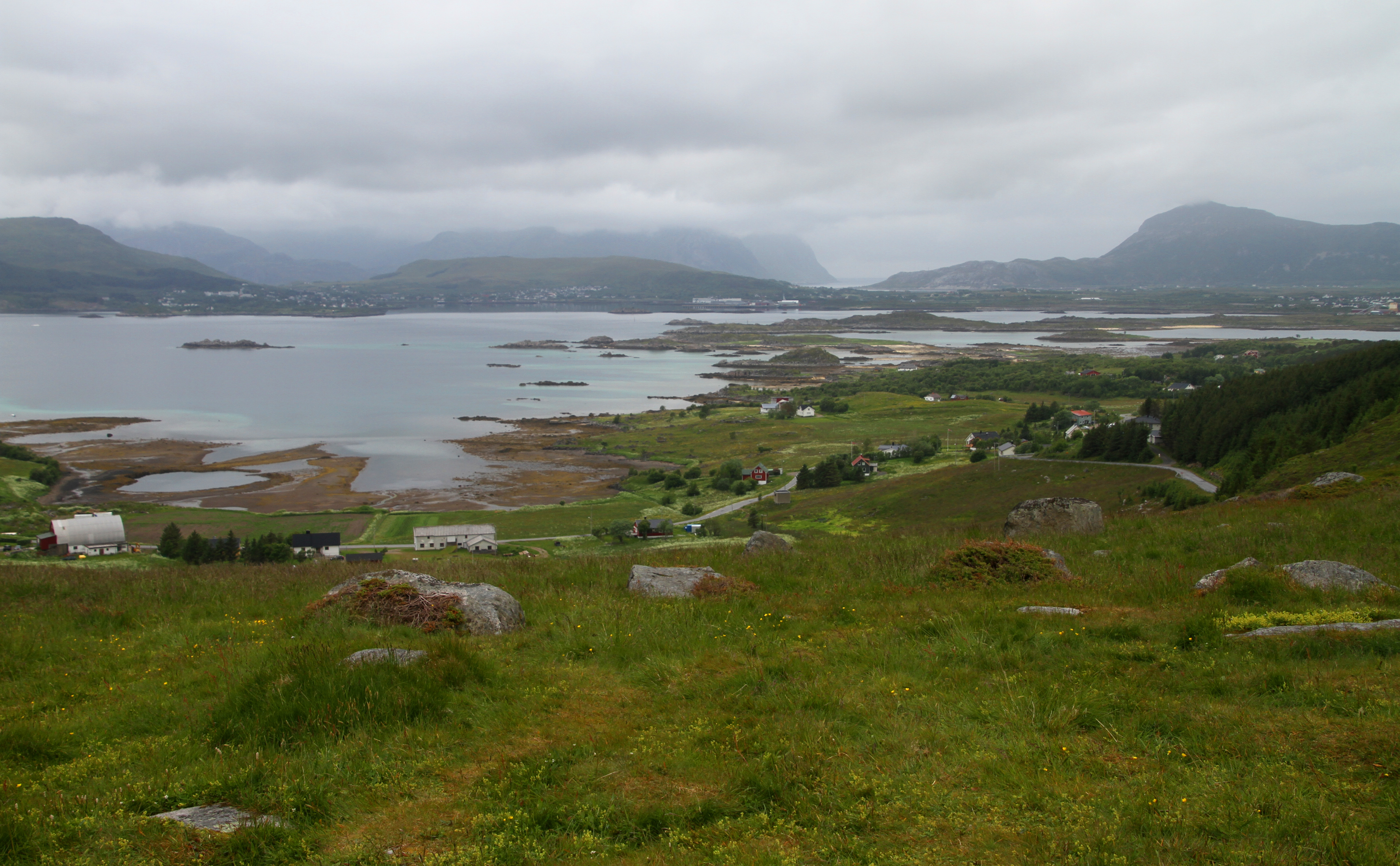
Ramsvik
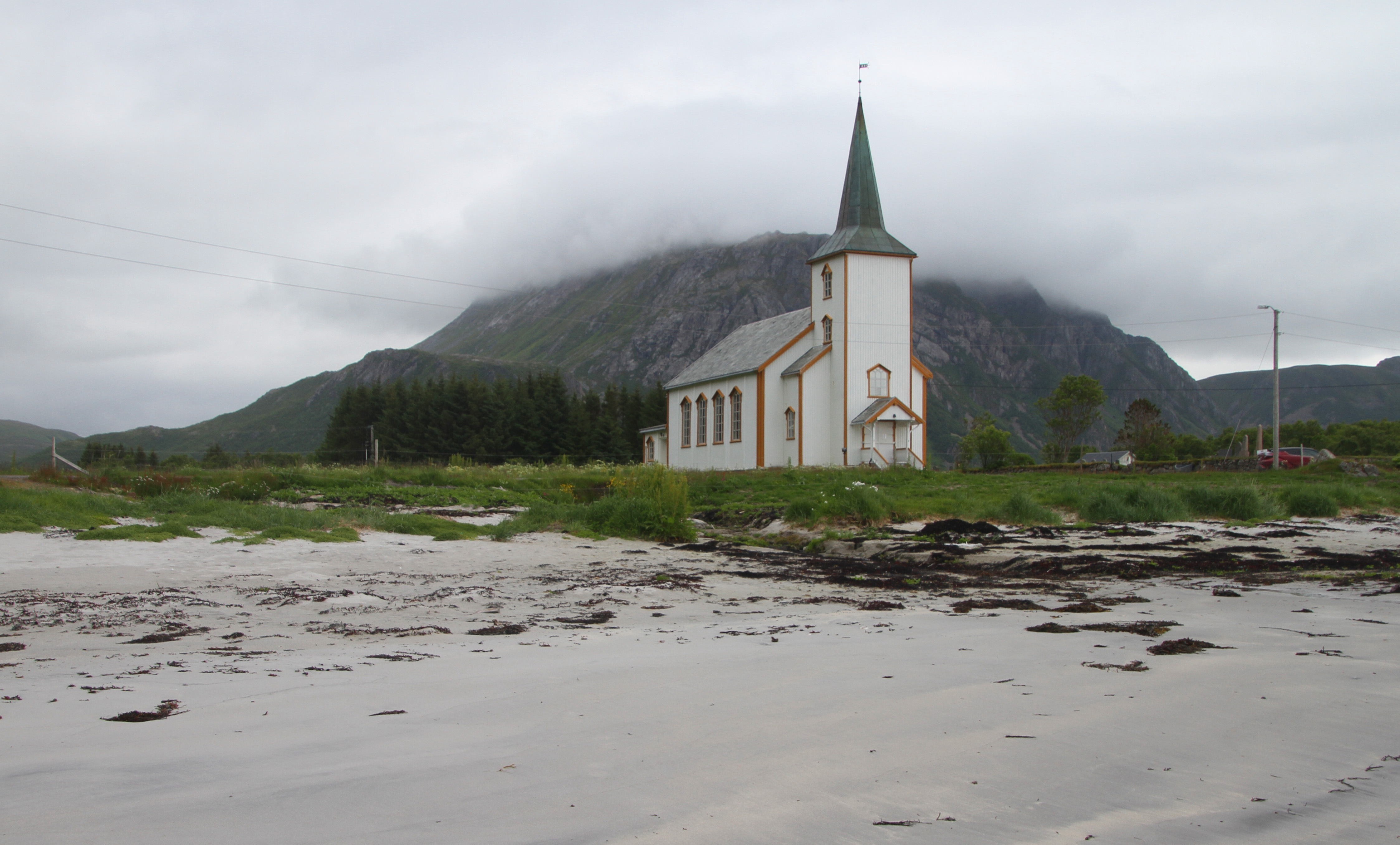
Valberg